# Країни Бенгальської затоки

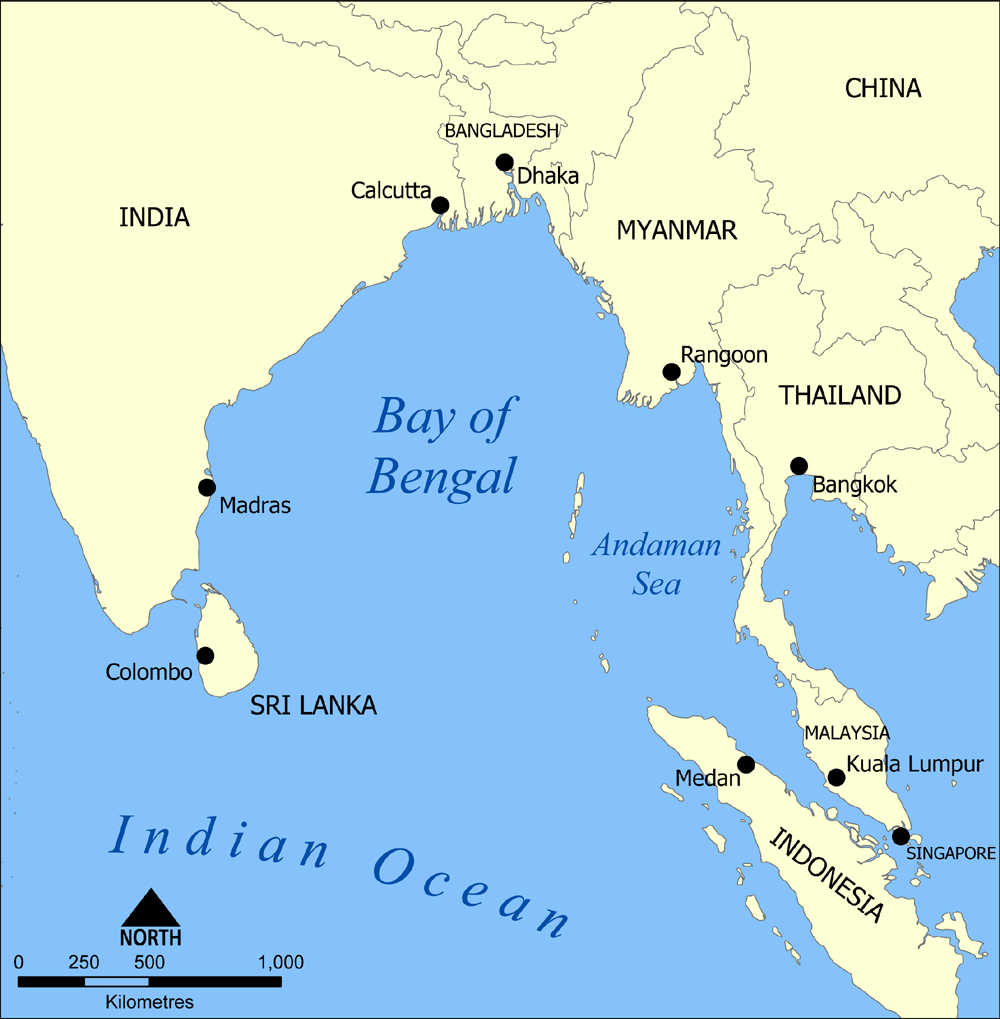
Карта регіону Бенгальської затоки

Країни Бенгальської затоки ― це група прибережних країн та країн, що не мають виходу до моря, у Південній та Південно-Східній Азії, які використовують Бенгальську затоку в господарській діяльності. Історично Бенгальська затока була транспортним, торговельним та культурним простором обміну між різними народами Індійського субконтиненту, Індокитайського півострова та Малайського архіпелагу. Сьогодні регіон Бенгальської затоки є місцем злиття двох великих геополітичних блоків – Асоціації держав Південно-Східної Азії (АСЕАН) і Асоціації регіонального співробітництва Південної Азії. Міжнародна організація семи країн Південної та Південно-Східної Азії  Ініціатива Бенгальської затоки для багатогалузевого технічного та економічного співробітництва (BIMSTEC) сприяє регіональній взаємодії в регіоні. Країни Бенгальської затоки часто відносять до категорії морських субрегіонів. Через затоку пролягають життєво важливі судноплавні маршрути, що з'єднують її прибережні та внутрішні території, що не мають виходу до моря, з Індійським океаном. Його морське дно досліджується та розробляється на запаси вуглеводнів.

## Прибережні країни

Кордони Бенгальської затоки

- Бангладеш : Народна Республіка Бангладеш - восьма по кількості населення країна в світі. Країна розташована на півночі Бенгальської затоки Загальна довжина морського узбережжя становить 580 км. Бангладеш охоплює найбільшу частину історичного регіону Бенгал, який використовував затоку як джерело харчування, судноплавство, енергії та зайнятості[1][2]. Бангладеський порт Читтагонг є одним з найзавантаженіших портів затоці. У столиці Бангладеш Даха знаходиться штаб-квартира BIMSTEC.
- Індія: Індійський штати Західна Бенгалія, Одіша, Андхра-Прадеш і Таміл-Наду мають узбережжя Бенгальської затоки. В портовому місті Колькута, базується Військове командування сходу Індії. Два з найзавантаженіших портів Індії - Ченнай і Визаг - також розташовані на затоці. Штати Асам, Мізорам, Трипура, Мегалайя, Маніпур, Нагаланд і Аруначал-Прадеш не мають виходу до океану, але вони також використовують індійські порти узбережжя Бенгальської затоки. Також країні належать  Острова Андаман і Нікобар, по яким проходить південно-східний кордон затоки та на яких розташовано військові бази індійської армії[3].
- Індонезія: По північній частині індонезійського острова Суматра (провінція Ачех) проходить південно-східна межа Бенгальської затоки[4].
- М'янма: Більша частина узбережжя країни розташовано на Бенгальській затоці. Від мису Модін (Пагода) на півострові М'янма до острову Шри-Ланка проходить південна межа затоки[5]. Також на узбережжі розташовано  портове місто Сітуе.
- Шрі-Ланка: Від Дондра на півдні Шрі-Ланки проходить південно-західна межа Бенгальської затоки[4].  На узбережжі розташовані порти Яфна,  Гамбантота.
- Таїланд: Західне узбережжя Тайланд пов'язано з Бенгальською затокою через Індаманське море[4].

## Країни, що не мають виходу до моря
- Бутан : Бутан з давніх часів використовує морські порти Індії та Бангладеш для морської торгівлі. найчастіше Бутан залежить від індійського порту Колькута
- Китай: Узбережжя Бенгальської затоки М'янмою іноді називають "друге узбережжі Китаю"[6]. З морського порту Кяукпхю кітайсько-м'янмарські трубопроводи транспортують нафту та природний газ з до Провінції Юньнань. Автономний регіон Тибет також використовує територію Бенгальської затоки.
- Непал: Непал має транзитні угоди з Індією та Бангладеш для використання їх морських портів.

## Інші залежні країни
- Мальдіви : Хоча Мальдіви не розташовані в Бенгальському регіоні, їх риболовна промисловість залежить від затоки. Рибний сектор є одним з основних галузей зайнятості на Мальдівах.
- Малайзія : Півострівна Малайзія використовує Бенгальську затоку для рибальства та транспорту.
- Сінгапур: Економіка Сінгапуру значно залежить від контейнерного руху з прибережних країн Бенгальського затоку, які використовують Порт Сингапуру для перевантаження.

## Морська історія

### Рання історія

Історичний індійський культурний вплив у Південній Азії та Південно-Східній Азії: індіанізовані індуїстсько-буддистські королівства у Великій Індії були поширені в Індонезії та Малайзії (Шрівіяя, Маджапахіт, Гангга-Негара, Калінгга, Кутай, Сінгасарі, Таруманагара та Пан Пан), Малайзії (Лангкасука, Таїланд). (Двараваті), Індокитай (Чампа, Фунан і Ченла) і М'янма (Паган).

На карті Птолемея Бенгальська затока називається затокою Ганг .
Південно-індійська династія Чола домінувала в регіоні в 11 столітті, а записи описують Бенгальську затоку як озеро Чола. Індуїстсько-буддистські королівства в Південно-Східній Азії залежали від Бенгальської затоки для торгівлі та культурного обміну. Іслам у Південно-Східній Азії також поширювався через Бенгальську затоку, служачи мостом між Малайським архіпелагом та індо-ісламськими державами на субконтиненті.
У 14-му та 15-му століттях мандрівники та дослідники Ібн Батута, Нікколо де Конті  та адмірал Чжен Хе з Китаю, відвідали Бенгальську затоку.
В епоху великих географічних відкриттів з 16 століття португальська імперія почала проходити морськими шляхами через Бенгальську затоку на картах вона вже була позначена як «Бенгальська затока» .
У 18 столітті численні європейські торгові компанії створили поселення по всьому регіону, в зручних гаванях побудували порти.
У 19 столітті британський уряд встановив пряме правління корони на Індійському субконтиненті. Колоніалізм припинив традиційні морські мережі регіону.

### Сучасна епоха
На початку 20-го століття морські перевезення між Британською Індією та Британською Бірмою швидко зросли. Рангун став одним із найбільш завантажених портів світу для прибуття іммігрантів, поряд із Нью-Йорком. У Рангуні тисячі індійських мігрантів прибули, щоб оселитися в Британській Бірмі. Міграція сприяла міцним економічним зв'язкам між Індією та Бірмою. Нафтова промисловість Британської Бірми забезпечувала більшу частину попиту на нафту в Індії. Однак комерційні зв'язки були порушені під час Другої світової війни, коли Бірма потрапила під японську окупацію. Після поділу Індії в 1947 році і здобуття Бірмою незалежності в 1948 році індо-бірманська торгівля занепала.
Під час індійсько-пакистанської війни 1971 року за незалежність Бангладеш індійський і пакистанський флоти брали участь у морських боях у Бенгальській затоці.  У грудні 1971 року Сполучені Штати і Радянський Союз мобілізували ударні групи ВМС навколо Бенгальської затоки.
У 2008 році Бангладеш і М'янма вступили в протистояння на морі через спірну морську територію. Дві країни врегулювали свій морський кордон у 2012 році в Міжнародному трибуналі з морського права . У 2014 році Індія та Бангладеш вирішили свої суперечки щодо морських кордонів у трибуналі ООН .

## Населення
За словами Суніла С. Амріта, кожна четверта людина на землі живе в країнах, що межують з Бенгальською затокою. У його прибережних районах, включаючи прибережні регіони східної Індії, Бангладеш, Шрі-Ланки, М’янми, Таїланду, Малайзії та Суматри, проживає понад півмільярда людей.

## Економіка

### Статистичні дані (2021)
| Країна    | Номінальний ВВП          | Паритет купівельної спроможності | На душу населення  | Валюта               |
| --------- | ------------------------ | -------------------------------- | ------------------ | -------------------- |
| Бангладеш | 416,26 мільярда доларів  | 1,11 трильйона доларів           | 2520 доларів США   | Бангладеш така       |
| Бутан     | 2,547 мільярда доларів   | 7,701 мільярда доларів           | 3117 доларів США   | Бутанський нгултрум  |
| Китай     | 19,912 трильйона доларів | 30,18 трлн доларів               | 14 096 доларів США | юань                 |
| Індія     | 3,535 трильйона доларів  | 11,745 трильйона доларів         | 2543 долари США    | Індійська рупія      |
| Індонезія | 1,150 трильйона доларів  | 3,530 трильйона доларів          | 4224 долари США    | індонезійська рупія  |
| М'янма    | 78 мільярдів доларів     | 258 мільярдів доларів            | 1422 долари США    | К'ят М'янми          |
| Непал     | 36,084 мільярда доларів  | 122,62 мільярда доларів          | 1236 доларів США   | Непальська рупія     |
| Шрі-Ланка | 84,532 мільярда доларів  | 306,997 мільярда доларів         | 3830 доларів США   | Шрі-Ланкійська рупія |
| Таїланд   | 536,841 мільярда доларів | 1340 мільярдів доларів           | $7674              | тайський бат         |

### Рибальство
Рибальство є важливою економічною діяльністю в країнах з узбережжям Бенгальської затоки, зокрема в Шрі-Ланці, Індії, Бангладеш, М'янмі, Таїланді та Індонезії. Рибна промисловість у районі Бенгальської затоки забезпечує роботу та засоби до існування для великої кількості людей. За останніми оцінками, загальна кількість зайнятих на повний робочий день у рибальстві в районі Бенгальської затоки становить 1,85 мільйона. Крім того, велика кількість людей займається рибальством як неповний робочий день. Загальна чисельність домогосподарств тих, хто займається рибальством, повний або неповний робочий день, у цьому районі оцінюється в десять мільйонів.
В останні роки рибна промисловість перетворилася на важливий джерело надходжень іноземної валюти за рахунок експорту морської та водної продукції. У Бангладеш експорт риби становить 15 відсотків від загальних доходів від експорту. Хоча відсотковий внесок сектору рибальства в загальні доходи від експорту країни все ще незначний в інших країнах в абсолютному вираженні, доходи від експорту зростали дуже швидко. Риба та рибні продукти є дуже важливими як експортні товари, оскільки чистий дохід від цих продуктів є надзвичайно високим, оскільки вони майже на сто відсотків базуються на місцевих ресурсах.
Збільшення виробництва морської риби відбулося в першу чергу завдяки моторизації традиційних ремесел, впровадженню нових ремесел, а також введенню та популяризації нових типів синтетичних снастей, які замінили традиційні снасті. Тільки в Таїланді приватний/комерційний сектор взяв на себе ініціативу впровадження та розширення ремесла та обладнання; державна підтримка або втручання в цю діяльність у цій країні були дуже незначними. Дедалі більша увага до розвитку прибережної аквакультури є ще однією рисою, притаманною майже кожній країні регіону. У таких країнах, як Бангладеш, Шрі-Ланка та Індія, основною причиною збільшення уваги до прибережної аквакультури є збільшення валютних надходжень від розведення креветок.
Андаманське узбережжя Таїланду є найбільшим центром туризму в регіоні. Туристична індустрія Шрі-Ланки розвивається, незважаючи на десятиліття громадянської війни на півночі країни. Бангладеш та Індія значно розвинули свою індустрію внутрішнього туризму, наприклад у Кокс-Базарі. Відомі храмові міста Південної Індії, такі як Танджор, розташовані поблизу Бенгальської затоки. У Бангладеш біля Бенгальської затоки розташоване відоме місто-мечеть Багерхат. М’янма надає пріоритет розвитку туризму, зокрема на таких об’єктах культурної спадщини, як Мраук У та Баган.

### Транспорт
Таїланд та Індія підписали угоди про пряме каботажне судноплавство з Бангладеш у 2016 році.
- Порт Коломбо на Шрі-Ланці є найбільш завантаженим морським портом BIMSTEC. Він обробляє понад 5 мільйонів двадцятифутових еквівалентних одиниць (TEU) контейнерних перевезень.
- Порт Читтагонг у Бангладеш обробляє понад 2 мільйони TEU контейнерних перевезень.
- Порт Ченнаї в Індії обробляє близько 1,7 мільйона TEU контейнерних перевезень.
- Чіттагонг є найбільш завантаженим морським портом на узбережжі Бенгальської затоки [20], за ним йдуть Ченнаї, Колката, Тутікорін, Вісакхапатнам[21][22].
- Порт Сітуе і Хамбантота є іншими важливими портами в регіоні.

## Ресурси Бенгальської затоки
Бенгальська затока має великі запаси нафти та природного газу . Геологи вважають, що регіон містить багато з найбільших запасів в Азіатсько-Тихоокеанському регіоні. В Бенгальській затоці працює кілька морських платформ Shwe, що управляється Daewoo International. Нафту повставляють до Китаю через М'янму.  Індійська компанія Reliance Industries почала добуток  поблизу узбережжя Індії в 2009 році.
Бенгальська затока є основною зоною стратегічної конкуренції між двома найбільшими країнами Азії — Китаєм та Індією. Китай та Індія боролися за стратегічний вплив у Бангладеш, Шрі-Ланці та Непалі. Після побудови китайсько-м’янманського трубопроводу і фінансованого Китаєм проекту порту Кяукпю, був створено мультимодальний транзитний транспортний проект Каладан, який фінансувала Індія.  Шрі-Ланкійський порт Хамбантота був побудований китайцями.
У 2014 році прем’єр-міністр Японії Сіндзо Абе оголосив про ініціативу розвитку промислового коридору в Бангладеш для посилення економічного впливу Японії в регіоні. Ініціатива називається «Пояс промислового розвитку Бенгальської затоки» (BIG-B). Японія прагне створити центр морського спостереження в регіоні Індійського океану на Шрі-Ланці.

## Безпека і стратегічне значення
Країни BIMSTEC розглядають Бенгальську затоку як спільний простір безпеки. Перша конференція керівників нацбезпеки області відбулася у 2017 році .
Бенгальська затока має такі виклики безпеці, як піратство, торгівля людьми, терористичні мережі та контрабанда наркотиків, що призвело до поглиблення співпраці між військово-морськими силами Бангладеш, Індії, Сполучених Штатів і Таїланду.
Бангладеш, Таїланд і М'янма залежать від Китаю як джерела військового обладнання. Деякі аналітики припустили, що між цими країнами виникає гонка озброєнь.
Сполучені Штати, головна індійсько-тихоокеанська військово-морська держава, проводять в Бенгальські затоці Cooperation Afloat Readiness and Training (CARAT) за участю Бангладеш, Брунею, Камбоджі, Індонезії, Малайзії, Філіппін, Сінгапуру та Таїланду. У 2011 році CARAT був проведений біля узбережжя південно-східного Бангладеш. Військово-морські навчання Малабар проводять ВМС США, Індії та Японії.

## Управління стихійними лихами
Регіон Бенгальської затоки пережив деякі з найстрашніших стихійних лих сучасної історії, такі як циклон Бхола 1970 року та цунамі в Індійському океані 2004 року. Міжнародне співтовариство часто мобілізує військово-морські сили для допомоги в операціях з надання допомоги після руйнівних природних катаклізмів, останнім часом після циклону Сідр і циклону Наргіс.